# Dioscorea longirhiza
Dioscorea longirhiza là một loài thực vật có hoa trong họ Dioscoreaceae. Loài này được Caddick & Wilkin mô tả khoa học đầu tiên năm 2002.